# Pedro de Vaux de Cernay
Pedro de Vaux de Cernay (em latim: Petrus Sarnensis; em francês:  Pierre des Vaux de Cernay; fl. c. 1215) foi um monge cisterciense da Abadia de Vaux de Cernay, na moderna região de Yvelines, no norte da França, e um cronista da Cruzada Albigense. Sua "Historia Albigensis" é uma das fontes primárias para os eventos da cruzada. Acredita-se que tenha sido escrita entre 1212 e 1218 e reconta os principalmente os eventos do período entre 1203 e 1208, mas também alguns posteriores, em alguns deles tendo o próprio Pedro como testemunha. Seu tio, Guido de Vaux-de-Cernay (Guy) era seu abade, bispo de Carcassonne por alguns anos a partir de 1212 e um dos primeiros pregadores levados para a região para conter o catarismo por Simão IV de Montfort.
Pedro chegou a seguir para o oriente com a Quarta Cruzada com Guido, chegando até Zara, na Dalmácia. Os dois se juntaram a Simão talvez em 1210 e é provável que Pedro já o conhecesse pessoalmente.
Sua obra é geralmente considerada enviesada, claramente defendendo o lado da Igreja, mas é também mais objetiva em seu relato das crenças e atos dos cátaros do que outros caçadores de hereges. Steven Runciman cita exemplos de pontos onde a discussão de Pedro sobre a teologia cátara é presumivelmente mais acurada e outros nos quais ela foi exagerada para fins propagandísticos. A crônica certamente já estava pronta em 1218 e sugere-se que a morte de Pedro, neste mesmo ano, pode ter sido a razão.